# 米の娘ぶた
米の娘ぶた（こめのこぶた）は、山形県で飼育されている銘柄豚。

## 概要
山形県の北東部に位置する金山町で育成された豚である。豚の品種はハイポー。庄内町に本社がある大商金山牧場が運営する米の娘ファームで豚の育成が行われている。
金山町民の支援の元、2008年に米の娘ファームが稼働。翌年2009年の秋に新ブランドとして米の娘ぶたが初出荷された。
2013年、食肉産業展銘柄ポーク好感度コンテストグランドチャンピオン大会でグランドチャンピオンである「農林水産省生産局長賞」を受賞している。

## 餌
米の娘ぶたの餌は主に米とホエーである。 米とホエーをそのまま与えるのではなく、混ぜ合わせて液状にするというリキッドフィーディングという方法を採用している。給餌回数は1日8回と分け、1回の給餌量を抑えている。飲料水は井戸水を使用。